# جائزة إيطاليا الكبرى للدراجات النارية 2015
جائزة إيطاليا الكبرى للدراجات النارية 2015 هو سباق دراجات نارية أقيم بتاريخ 31 مايو 2015 في حلبة موجيلو، إيطاليا. كان الجولة السادسة من أصل 18 في سباق الجائزة الكبرى للدراجات النارية موسم 2015. فاز الإسباني خورخي لورنزو بفئة الموتو جي بي.

## وصلات خارجية
- الموقع الرسمي